# Максимова, Мария Николаевна
Мари́я (Мари́на) Никола́евна Макси́мова (2 января 1981, Сыктывкар, Коми АССР, РСФСР, СССР) — российская артистка балета. Ведущая солистка балета Марийского государственного академического театра оперы и балета имени Эрика Сапаева. Народная артистка Республики Марий Эл (2018), заслуженная артистка Республики Марий Эл (2013).

## Биография
Родилась 2 января 1981 года в Сыктывкаре Коми АССР. В 1998 году окончила Сыктывкарское республиканское училище искусств, параллельно работала в Театре оперы и балета Республики Коми. По приглашению художественного руководителя Марийского государственного театра оперы и балета им. Э. Сапаева Константина Иванова приехала в Йошкар-Олу в Марийский театр оперы и балета, где вскоре стала примой.
В репертуаре М. Максимовой ведущие партии балетной классики: это Маша в «Щелкунчике» и Одетта-Одиллия в «Лебедином озере» П. Чайковского, Фея в балете «Золушка» и Джульетта в «Ромео и Джульетте» С. Прокофьева, Мирта и Жизель в балете А. Адана «Жизель». Предстала балерина перед зрителями в партиях блестящей Китри в «Дон Кихоте» Л. Минкуса, страстной Эгины в балете «Спартак – триумф Рима» А. Хачатуряна, неистовой Вакханки в «Вальпургиевой ночи» на музыку Ш. Гуно. В этих партиях виден уровень технической подготовки солистки, отточенность и выверенность каждого жеста, поворота, движения, сменяющиеся часто в очень быстром темпе, как в калейдоскопе. При этом ярко выражена артистическая сценическая эмоциональность этой балерины. Она обладает исключительными пластическими данными: у нее прекрасные руки, великолепная форма ног, её отличает музыкальность.
Незабываема была её партия в национальном балете «Лесная легенда» А. Луппова. Её Шайви отличается особой легкостью, полётностью и одновременно очарованием, внутренней силой и мужественностью.
Танцевала М. Максимова и в «Серенаде» на музыку А. Дворжака в постановке Георгия Алексидзе.
С 2001 года в составе балетной труппы Марийского театра оперы и балета им. Э. Сапаева с гастролями побывала на Тайване, в Китае, Южной Корее, Южной Америке, Катаре, Германии, Франции, Великобритании, Сербии, а также в Москве и различных городах России.
В 2018 году  присвоено почётное звание «Народная артистка Республики Марий Эл», в 2013 году — звание «Заслуженная артистка Республики Марий Эл».
В настоящее время живёт и работает в Йошкар-Оле.

## Репертуар
Список основных ролей в балетах и балетных постановках:
- Л. Минкус «Дон Кихот» — Китри, Уличная танцовщица, Повелительница дриад
- А. Адан «Жизель» — Жизель, Мирта
- С. Прокофьев «Золушка» — Фея
- К. Орф «Кармина Бурана» — Она
- П. Чайковский «Лебединое озеро» — Одетта-Одиллия
- А. Луппов «Лесная легенда» — Шайви
- С. Прокофьев «Ромео и Джульетта» — Джульетта
- А. Дворжак «Серенада» — Девушка
- Ф. Мендельсон «Сон в летнюю ночь» — Титания
- А. Хачатурян «Спартак — триумф Рима» — Эгина
- П. Чайковский «Спящая красавица» — Фея Сирени
- П. Чайковский «Щелкунчик» — Маша
- Ц. Пуни «Эсмеральда» — Флер де Лис
- А. Адан «Корсар» — Третья Одалиска
- Л. Минкус «Баядерка» — Тени
- А. Глазунов «Раймонда» — Венгерский танец (солисты)

## Звания
- Народная артистка Республики Марий Эл (2018)[1]
- Заслуженная артистка Республики Марий Эл (2013)[1]